# Alice (Disney)
Alice é a personagem principal do filme de 1951 da Walt Disney Pictures, Alice no País das Maravilhas e do livro que o filme foi adaptado. A voz e a referência para os animadores da personagem do filme foi feita por Kathryn Beaumont, que também fez a voz na atração auto-intitulada na Disneylândia, bem como em outros meios de comunicação que envolvem a Disney, incluindo a série de TV, O Point do Mickey e o primeiro jogo de vídeo game da série Kingdom Hearts.

## Desenvolvimento
A primeira aparição da atriz Kathryn Beaumont foi no filme It Happened One Sunday, quando tinha 10 anos. Ela ouviu falar dos testes para um filme que seria adaptado do famoso livro de Lewis Carroll, então começou a ler o livro e foi para uma audição, aonde diversas meninas participavam. Ela foi chamada novamente, e acabou sendo escolhida pelo próprio Walt Disney. Ela serviu de base para o rosto da personagem durante seu desenvolvimento. Sua forma de andar também foi usada pela produção do filme. Ela trabalhou junto com Walt na produção do filme. Ela também foi a voz da personagem por muitos anos. 

### Aparência
Alice é uma menina linda de 12 anos anos. Ela nasceu em um status mais elevado, sua pele é clara, pois as pessoas nas classes mais altas nesse período de tempo, muitas vezes eram assim. Alice também tem longos cabelos grossos loiros, na altura dos ombros e grandes olhos azuis. Sua figura é fina, mas de uma forma de ampulheta, apesar de ser apenas uma criança. A explicação mais provável é que ela começou a usar corsets, como ela é considerada quase um adulto no período de tempo em que o filme se passa, se não, então é só o estilo que ela foi desenhada ou uma ilusão dado por seu vestido. A roupa de Alice é uma luz vestido na altura do joelho, de cor azul, com um avental branco em cima. Debaixo de seu vestido, ela usa um espartilho, anágua branca, meias brancas, sapatos pretos no estilo Mary Jane e um laço preto no cabelo. Seu vestido virou a marca da personagem sendo utilizado desta forma em todos os meios, mesmo os que não são da Disney.

### Personalidade
Alice é retratada como uma sonhadora em primeiro lugar. Antes de chegar no País das Maravilhas, ela sentou-se em um banco, para escutar uma história contada por sua irmã, que ela não gostava, pois o livro que sua irmã estava lendo, não tinha fotos, e afirmou: "No meu mundo, os livros não seria nada, só fotos! " Isto dá uma ideia da grande imaginação de Alice. E a princípio, o País das Maravilhas parecia o lugar perfeito para Alice, pois lhe permitiu entrar em suas fantasias, assim como em sua intensa curiosidade. No entanto, o temperamento de Alice acaba se tornando uma pedante ânsia de mostrar o seu conhecimento, muitas vezes provou ter más qualidades no País das Maravilhas, e pousou-a em muitas situações precárias. Ainda assim, ela é vista como educada, honesta, adorável e respeitosa, além de ser um pouco sábia, embora só seja uma criança.

## Aparições

### Alice no País das Maravilhas
Alice está sentada em uma árvore com seu gato Dinah ouvindo uma lição de história de sua irmã mais velha, que repetidamente lembra Alice para parar de sonhar acordada e prestar atenção. Alice foge com Dinah, saindo sobre "um mundo próprio". Perto de um riacho, ela vê um coelho branco com um relógio de bolso enorme falando interminavelmente sobre o quanto ele esta atrasado. Cheia de curiosidade para saber o lugar aonde o coelho iria, Alice atrás do Coelho Branco, implorando que ele espere. Ela segue o coelho em um buraco pequeno, onde o chão cede e ela cai sobre um buraco sem fim preto. Seu vestido acaba sendo usado como um pára-quedas e depois de flutuar sobre diversos objetos domésticos, como cadeiras e imagens no ar no buraco, ela pousa com segurança na parte inferior. Ela continua sua busca do coelho indo parar em um quarto, com portas em todos os lados. Menos uma porta em particular, é uma maçaneta alegre colocado sobre uma porta pequena demais para ela. No assessoria da maçaneta, Alice come e bebe vários comestíveis mágicos para buscar uma chave para a porta e se tornar do tamanho adequado para entrar, mas acaba crescendo muito grande para o quarto. Prejudicada de se tornar tão gigantesca, a jovem começa a chorar em grandes gotas de água que transformam a sala em um lago. Alice consegue encolher-se mais uma vez antes que ela é lavada com segurança através do buraco da fechadura e entra no País das Maravilhas.
Uma vez na praia, ela conhece Dodô, que está com alguns amigos. O Coelho Branco aparece indo para a floresta. Alice segue, mas está atrasada por causa do aparecimento de Tweedle Dee e Tweedle Dum. Os dois companheiros cômicos entretê-la com a história de A Morsa e o Carpinteiro até que Alice percebe que está perdendo tempo. Se despedindo dos dois, Alice finalmente tropeça na casa do Coelho Branco, olhando rosto no rosto para ele, mas seus erros são consertados por sua empregada doméstica Marianne. Ele pede a ela para recuperar as luvas da casa. Enquanto no andar superior, Alice inocentemente come um cookie de um frasco sobre a mesa, mas cresce de tamanho gigante, mais uma vez, com os braços e pernas atirando para fora das portas e janelas da casa. Vendo o que aconteceu, o Coelho Branco pede a ajuda de Dodô, que resolve incendiar a casa e "fumar o monstro para fora". No jardim, Alice come uma das cenouras do coelho e encolhe para baixo para o tamanho de um inseto. Alice então é capaz de sair da casa e retomar sua busca pelo Coelho Branco, que tem percebido o quão tarde é.
Depois de perder o coelho uma segunda vez, ela canta com as flores falantes. No entanto, quando ela não consegue responder as perguntas sobre quem ela ela é, elas rotulam a garota como uma "erva daninha" e rudemente derrubam ela do jardim. Depois, ela encontra uma esnobe lagarta que lhe mostra um cogumelo que pode aumentar ou diminuir. Alice quebra duas peças do cogumelo e descobre que uma mordida faz ela voltar ao tamanho normal. Ela coloca os dois pedaços nos bolsos do avental e retoma sua jornada através da floresta. Alice então encontra o pernicioso e perpetuamente-sorridente Mestre Gato, empoleirado em uma árvore. Depois de uma conversa com ele, o gato sugere para ela visitar o Chapeleiro Maluco e a Lebre Maluca. O gato desaparece no ar e, embora ela não queira se deparar com pessoas loucas, Alice faz uma visita. Os dois estão em uma enorme mesa cheia de bules e chaleiras, tomando chá, e celebram um dos seus 364 aniversários. Alice e os dois tornam-se amigos até que eles parecem ser ainda mais loucos do que eles aparecem. Depois de várias tentativas falhadas de uma conversa civilizada, Alice fica farta de sua loucura.
Enquanto ela continua em seu caminho ela percebe que chegou a uma parte desconhecida da floresta. Aqui ela encontra uma infinidade de animais peculiares, que desviam sua atenção ainda mais para o desconhecido. Alice é resignada a começa a acreditar que ela pode nunca mais ver sua casa novamente e soluça em perigo. Enquanto ela chora, o Mestre Gato aparece em uma árvore próxima, para seu deleite total. O gato dirige-a para uma passagem secreta para um labirinto de torção em torno de um castelo. Alice entra no labirinto e encontra um jardim no palácio com rosas brancas. Ela fica confusa quando encontra um trio de alegres Cartas armadas com pincéis de pintura e rosas vermelhas. Os cartões explicam a ela como eles plantaram as rosas brancas por engano e que eles estão tentando corrigir-se, pois a pena é de perder a cabeça. Alice dá uma mão de bom grado, mas são interrompidos com a chegada da Rainha de Copas, o rei diminutivo, e uma comitiva de soldados cartão armados com lança. Em pânico, os três trabalhadores tentam transferir a culpa um para o outro, mas a Rainha beligerante os envia para serem executados.
Alice tenta apelar por eles, mas a Rainha não acredita em Alice e chama ela para um jogo. Embora ela tenha jogado antes, Alice está surpresa por que as marretas e bolas são flamingos e roedores respectivamente. O jogo inteiro opera sob a constante ameaça da rainha de decapitação. Os soldados do cartão, servindo como os suportes, têm o cuidado de colocar-se na frente de a bola rolar, e os flamingos e esquilos não ousam perturbar ela. Alice não tem tanta sorte com seu próprio flamingo, que faz cócegas, constrange, e luta como uma menina. O Mestre Gato aparece dentro e fora do jogo, mas apenas para Alice. A Rainha então rapidamente se irritou por repetidas declarações de Alice que o gato está lá. Quando o gato tem um truque na rainha, ela ansiosamente ordena a execução de Alice, mas o rei consegue ganhar o seu julgamento. O julgamento de Alice é um processo complicado e absurdo, cheio de audiências irrelevantes da Lebre Maluca e do Chapeleiro Louco e prova imaginária contra Alice. Quando o Mestre Gato faz uma orquestra, outro truque contra a rainha, Alice recebe a culpa novamente. Alice engole as peças do cogumelo em seu avental e atira em direção ao teto para torre sobre o tribunal. Os soldados não querem deixar com que Alice saia do tribunal, apesar de a regra #42 afirmar que as pessoas com mais de uma milha de altura não poderem estar presentes. Alice chama a rainha de "gorda, pomposa e tirana velha, mal-humorada", assim como ela percebe que o pedaço do cogumelo voltou ao tamanho normal. A rainha grita "Cortem-lhe a cabeça!" e um enxame soldados cartão tentam pegar ela.
Na confusão, Alice foge do castelo e do labirinto e foge através dos segmentos anteriormente visitados do País das Maravilhas. Quando ela chega de volta a maçaneta da porta, ela olha pelo buraco da fechadura e se vê dormindo debaixo de uma árvore. Ela implora-se para acordar pois enfureceu os habitantes do País das Maravilhas. Alice desperta ao som de sua irmã pedindo-lhe para recitar sua lição de história. Alice atordoada só faz algumas poesias sem sentido, muito a exaustão de sua irmã. Alice então pega Dinah e todos eles voltam para casa para a hora do chá.

### País das Maravilhas (quadrinhos)
Embora seja definido após a ida de Alice ao País das Maravilhas, os quadrinhos mostram o impacto das aventuras de Alice no reino. Além da dificuldade para o Coelho Branco e sua empregada Maryanne encontraram-se, Alice ganhou um status cult entre os habitantes das maravilhas que não gostam das regras da Rainha de Copas.

### O Point do Mickey
Alice faz inúmeras aparições na série animada. Alice é geralmente vista bebendo chá com o Chapeleiro Maluco. Em Ask Von Drake, Alice foi vista com o Chapeleiro durante o efetivo de todos os convidados e personagens Disney. Em Dining Goofy, Alice estava em seu estado gigantesco, o que torna difícil para encomendar a comida em um computador de tamanho normal. Um garçom pinguim serviu então Alice com um de seus "Beba-me" garrafas, retornando ela de volta a seu tamanho normal. Na abertura do show, Alice pode ser vista com alguns outros personagens das maravilhas no balcão de reservas de Margarida. Alice também aparece no Natal Mágico do Mickey.

## Em outras mídias
Assim como todos os personagens da Disney, Alice esta em diversos produtos licenciados com o filme, que usam sua imagem.  Ela também é referência para produtos não-oficiais, devido ao seu vestido icônico. Ela também apareceu em uma vasta quantidade de produtos da franquia Disney Princesas.  
Alice aparece como um personagem comum em parques da Disney em todo o mundo. A presença de Alice na Disneylândia inclui o popular jogo de cadeiras musicais diariamente às 14:30, participando nos concertos diários na Disneylândia, na entrada principal como o parque abre e na frente da dança do Castelo da Bela Adormecida com o Chapeleiro Maluco e crianças selecionadas para o "The Unbirthday Song", bem como ser uma das atrações da "Dreams of Imagination" com o Chapeleiro Louco na parada de Walt Disney, unidos por esses personagens mencionados e um par de acrobatas vestidos como cartas. Ela também foi vista no final do Fantasmic! sobre a Mark Twain e foi conhecida para fazer um empreendimento para a Disney California Adventure, de tempos em tempos, especificamente para o Hollywood Studios, e também aparece na parada Disney's Electrical Parade (antes conhecido como The Main Street Electrical Parade), ou há visitar o World of Disney Store no Downtown Disney de Anaheim. Ela também aparece em dois atrativos: Alice no País das Maravilhas (atração da Disneylândia) e "It's a Small World". Alice aparece no grande final do World of Color no Disney's California Adventure.
Alice é uma das Princesas de Coração que apareceram em Kingdom Hearts e Kingdom Hearts: Chain of Memories.  O mundo em que ela aparece é o País das Maravilhas, embora este é ou não o seu mundo de casa é discutível. Alice é o único membro das Princesas de coração que não é de herança real (através de casamento ou linhagem) além de Kairi.

## Versões com atores

### Cinema
Em 2010, a atriz australiana Mia Wasikowska protagonizou uma reinvenção do filme animado dirigida por Tim Burton. Aqui batizada 'Alice Mollinia Kingsleigh, a personagem começa com 19 anos, insatisfeita com a vida na era vitoriana. Ao perceber o Coelho Branco, acaba por voltar à terra fantástica que visitara 13 anos antes - que aqui se chama "Mundo Subterrâneo" (Underland), mas que a jovem Alice entendeu como "País das Maravilhas" (Wonderland). Durante a visita, Alice decide seguir uma profecia que ela seria a executora do monstro Jaguadarte.
Alice Kingsleigh volta aos cinemas em  Alice Through the Looking Glass, de 2016, inspirado na continuação literária Through the Looking-Glass.

### Televisão
Alice, interpretada pela australiana Sophie Lowe, é protagonista de Once Upon a Time in Wonderland, série de 2013 derivada de Once Upon a Time. Durante a era vitoriana,  Alice conta sobre suas aventuras no País das Maravilhas e é considerada insana, sendo mandada para um hospício e quase tem suas memórias apagadas antes do Valete de Copas e o Coelho Branco a resgatarem. Em 2017, uma nova versão de Alice em Once Upon a Time será interpretada pela atriz Rose Reynolds na sétima temporada da série. 